# Shorttrack-Weltmeisterschaften 2009
Die Shorttrack-Weltmeisterschaften 2009 fanden vom 6. bis 8. März 2009 in der Albert-Schultz-Halle in der österreichischen Hauptstadt Wien statt. Es war das zweite Mal nach den Weltmeisterschaften 1998, dass die Titelkämpfe in Wien ausgetragen wurden.
Insgesamt wurden zwölf Wettbewerbe ausgetragen. Es gab, jeweils für Frauen und Männer, einen Mehrkampf sowie Einzelrennen über 500, 1000 und 1500 Meter. Die acht in der Mehrkampfwertung am besten platzierten Läufer nach diesen drei Strecken traten außerdem über 3000 Meter an. Zusätzlich gab es Staffelwettbewerbe, bei den Frauen über 3000 Meter und bei den Männern über 5000 Meter.
In den Mehrkampf flossen die erzielten Ergebnisse über die vier Einzelstrecken ein. Der Erstplatzierte in einem Einzelrennen bekam 34 Punkte, der Zweite 21, der Dritte 13, der Vierte acht, der Fünfte fünf, der Sechste drei, der Siebte zwei und der Achte einen. Allerdings wurden nur Punkte vergeben, wenn der Läufer das Finale erreichte. Bei einer Disqualifikation wurden keine Punkte zuerkannt. Die Addition der erzielten Punkte eines Läufers ergab das Endklassement im Mehrkampf.

## Teilnehmende Nationen
Insgesamt nahmen an der Weltmeisterschaft 32 Länder mit insgesamt 144 Athleten, 67 Frauen und 77 Männer, teil.
| Teilnehmende Nationen (Frauen/Männer) | Teilnehmende Nationen (Frauen/Männer)                                                                    | Teilnehmende Nationen (Frauen/Männer)                                                                           | Teilnehmende Nationen (Frauen/Männer)                                                                    | Teilnehmende Nationen (Frauen/Männer)              |
| --- | --- | --- | --- | -------------------------------------------------- |
| Australien (2/2) Belgien (0/2) Bosnien und Herzegowina (0/1) Bulgarien (1/2) Volksrepublik China (5/5) Chinesisch Taipeh (1/2) Deutschland (2/5) | Frankreich (2/1) Großbritannien (2/5) Hongkong (2/0) Indien (0/1) Israel (0/1) Italien (5/5) Japan (5/5) | Kanada (5/5) Kasachstan (1/2) Kroatien (0/2) Lettland (1/2) Neuseeland (1/2) Niederlande (5/2) Österreich (1/2) | Polen (2/2) Russland (2/1) Schweden (1/0) Slowakei (1/2) Slowenien (2/0) Südkorea (5/5) Tschechien (1/2) | Ukraine (0/2) Ungarn (5/2) USA (5/5) Belarus (2/2) |

## Zeitplan
Der Zeitplan war parallel für Frauen und Männer wie folgt gestaltet.
Freitag, 6. März 2009
- 1500 m: Vorlauf, Halbfinale, Finale
- Staffel: Halbfinale (Frauen)

Samstag, 7. März 2009
- 500 m: Vorlauf, Viertelfinale, Halbfinale, Finale
- Staffel: Halbfinale (Männer)

Sonntag, 8. März 2009
- 1000 m: Vorlauf, Halbfinale, Finale
- 3000 m: Superfinale
- Staffel: Finale

## Ergebnisse

### Frauen

#### Mehrkampf
- In den Spalten 1500, 500, 1000 und 3000 m ist erst angegeben, welche Platzierung der Athlet erreichte, dahinter in Klammern, wie viele Punkte er dafür erhielt.

| Rang | Name              | Punkte | 500 m  | 1000 m | 1500 m | 3000 m |
| ---- | ----------------- | ------ | ------ | ------ | ------ | ------ |
| 1.   | Wang Meng         | 81     | 1 (34) | 1 (34) | 7 (0)  | 4 (8)  |
| 2.   | Kim Min-jung      | 76     | 11 (0) | 2 (21) | 1 (34) | 2 (21) |
| 3.   | Zhou Yang         | 63     | 4 (8)  | 4 (0)  | 2 (21) | 1 (34) |
| 4.   | Shin Sae-bom      | 39     | 9 (0)  | 3 (13) | 3 (13) | 3 (13) |
| 5.   | Liu Qiuhong       | 31     | 2 (21) | 6 (0)  | 5 (5)  | 5 (5)  |
| 6.   | Jessica Gregg     | 16     | 3 (13) | 8 (0)  | 17 (0) | 6 (3)  |
| 7.   | Katherine Reutter | 8      | 13 (0) | 5 (0)  | 4 (8)  | 8 (0)  |

Wang Meng bekam fünf Zusatzpunkte.

#### 500 Meter
| Rang | Name             | Zeit     |
| ---- | ---------------- | -------- |
| 1.   | Wang Meng        | 43,182 s |
| 2.   | Liu Qiuhong      | 43,358 s |
| 3.   | Jessica Gregg    | 43,437 s |
| 4.   | Zhou Yang        | 44,098 s |
| 5.   | Kateřina Novotná | 44,908 s |
| 6.   | Sarah Lindsay    | 45,199 s |
| 7.   | Kimberly Derrick | 49,274 s |
| 8.   | Erika Huszár     | DSQ      |

Datum: 7. März 2009
Rang 1–4 im Finale, Rang 5–8 im Halbfinale.

#### 1000 Meter
| Rang | Name              | Zeit         |
| ---- | ----------------- | ------------ |
| 1.   | Wang Meng         | 1:29,878 min |
| 2.   | Kim Min-jung      | 1:29,988 min |
| 3.   | Shin Sae-bom      | 1:30,901 min |
| 4.   | Zhou Yang         | DSQ          |
| 5.   | Katherine Reutter | 1:30,111 min |
| 6.   | Liu Qiuhong       | 1:31,682 min |
| 7.   | Arianna Fontana   | 1:31,890 min |
| 8.   | Jessica Gregg     | 1:30,718 min |
| 9.   | Kimberly Derrick  | 1:32,098 min |
| 10.  | Wang Xinyue       | 1:33,314 min |

Datum: 8. März 2009
Rang 1–4 im Finale, Rang 5–10 im Halbfinale.

#### 1500 Meter
| Rang | Name              | Zeit         |
| ---- | ----------------- | ------------ |
| 1.   | Kim Min-jung      | 2:21,432 min |
| 2.   | Zhou Yang         | 2:21,935 min |
| 3.   | Shin Sae-bom      | 2:22,012 min |
| 4.   | Katherine Reutter | 2:34,815 min |
| 5.   | Liu Qiuhong       | 2:42,269 min |
| 6.   | Jung Eun-ju       | DSQ          |
| 7.   | Wang Meng         | DSQ          |

Datum: 6. März 2009
Rang 1–7 im Finale.

#### 3000 Meter Superfinale
| Rang | Name              | Zeit         |
| ---- | ----------------- | ------------ |
| 1.   | Zhou Yang         | 4:58,955 min |
| 2.   | Kim Min-jung      | 4:59,332 min |
| 3.   | Shin Sae-bom      | 4:59,935 min |
| 4.   | Wang Meng         | 5:08,972 min |
| 5.   | Liu Qiuhong       | 5:12,689 min |
| 6.   | Jessica Gregg     | 5:24,063 min |
| 7.   | Katherine Reutter | DSQ          |

Datum: 8. März 2009
Superfinale der acht besten Mehrkämpferinnen nach drei Strecken. Da nur sieben Athletinnen bis dahin Punkte erzielt hatten, traten auch nur diese sieben im Superfinale an.

#### 3000 Meter Staffel
| Rang | Name                                                                            | Zeit         |
| ---- | ------------------------------------------------------------------------------- | ------------ |
| 1.   | Volksrepublik ChinaWang Meng Zhou Yang Zhang Hui Liu Qiuhong                    | 4:10,531 min |
| 2.   | SüdkoreaKim Min-jung Jung Ba-ra Shin Sae-bom Yang Shin-young                    | 4:11,837 min |
| 3.   | KanadaValérie Maltais Kalyna Roberge Jessica Gregg Jessica Hewitt               | 4:12,506 min |
| 4.   | Vereinigte StaatenKatherine Reutter Alyson Dudek Kimberly Derrick Jessica Smith | 4:12,572 min |

Datum: 6. bis 8. März 2009
4 Staffeln im Finale.

### Männer

#### Mehrkampf
- In den Spalten 1500, 500, 1000 und 3000 m ist erst angegeben, welche Platzierung der Athlet erreichte, dahinter in Klammern, wie viele Punkte er dafür erhielt.

| Rang | Name                    | Punkte | 500 m  | 1000 m | 1500 m | 3000 m |
| ---- | ----------------------- | ------ | ------ | ------ | ------ | ------ |
| 1.   | Lee Ho-suk              | 89     | 13 (0) | 1 (34) | 1 (34) | 2 (21) |
| 2.   | John Celski             | 65     | 16 (0) | 3 (13) | 3 (13) | 1 (34) |
| 3.   | Charles Hamelin         | 47     | 1 (34) | 15 (0) | 19 (0) | 3 (13) |
| 4.   | Kwak Yoon-gy            | 47     | 2 (21) | 4 (0)  | 2 (21) | 5 (5)  |
| 5.   | Apolo Anton Ohno        | 37     | 6 (0)  | 2 (21) | 4 (8)  | 4 (8)  |
| 6.   | Olivier Jean            | 15     | 3 (13) | 5 (0)  | 20 (0) | 7 (2)  |
| 7.   | François-Louis Tremblay | 11     | 4 (8)  | 6 (0)  | 9 (0)  | 6 (3)  |
| 8.   | Sui Baoku               | 6      | 19 (0) | 16 (0) | 5 (5)  | 8 (1)  |

John Celski bekam fünf Zusatzpunkte.

#### 500 Meter
| Rang | Name                    | Zeit     |
| ---- | ----------------------- | -------- |
| 1.   | Charles Hamelin         | 41,680 s |
| 2.   | Kwak Yoon-gy            | 41,739 s |
| 3.   | Olivier Jean            | 41,855 s |
| 4.   | François-Louis Tremblay | 42,164 s |
| 5.   | Han Jialiang            | DSQ      |

Datum: 7. März 2009
Rang 1–5 im Finale.

#### 1000 Meter
| Rang | Name                    | Zeit         |
| ---- | ----------------------- | ------------ |
| 1.   | Lee Ho-suk              | 1:33,060 min |
| 2.   | Apolo Anton Ohno        | 1:33,262 min |
| 3.   | John Celski             | 1:33,478 min |
| 4.   | Kwak Yoon-gy            | DSQ          |
| 5.   | Olivier Jean            | 1:26,409 min |
| 6.   | François-Louis Tremblay | 1:26,404 min |
| 7.   | Sjinkie Knegt           | 1:26,439 min |
| 8.   | Nicola Rodigari         | 1:27,880 min |
| 9.   | Sung Si-bak             | 1:26,751 min |
| 10.  | Jeff Simon              | 1:34,674 min |

Datum: 8. März 2009
Rang 1–4 im Finale, Rang 5–10 im Halbfinale.

#### 1500 Meter
| Rang | Name             | Zeit         |
| ---- | ---------------- | ------------ |
| 1.   | Lee Ho-suk       | 2:20,967 min |
| 2.   | Kwak Yoon-gy     | 2:21,078 min |
| 3.   | John Celski      | 2:21,133 min |
| 4.   | Apolo Anton Ohno | 2:21,321 min |
| 5.   | Sui Baoku        | 2:21,338 min |
| 6.   | Yūzō Takamidō    | 2:22,187 min |
| 7.   | Jeff Simon       | 2:43,489 min |
| 8.   | Sung Si-bak      | DSQ          |

Datum: 6. März 2009
Rang 1–8 im Finale.

#### 3000 Meter Superfinale
| Rang | Name                    | Zeit         |
| ---- | ----------------------- | ------------ |
| 1.   | John Celski             | 4:48,444 min |
| 2.   | Lee Ho-suk              | 4:50,144 min |
| 3.   | Charles Hamelin         | 4:50,833 min |
| 4.   | Apolo Anton Ohno        | 4:57,104 min |
| 5.   | Kwak Yoon-gy            | 4:58,670 min |
| 6.   | François-Louis Tremblay | 4:59,723 min |
| 7.   | Olivier Jean            | 5:01,258 min |
| 8.   | Sui Baoku               | 5:02,246 min |

Datum: 8. März 2009
Superfinale der acht besten Mehrkämpfer nach drei Strecken.

#### 5000 Meter Staffel
| Rang | Name                                                                      | Zeit         |
| ---- | ------------------------------------------------------------------------- | ------------ |
| 1.   | Vereinigte StaatenJohn Celski Ryan Bedford Jordan Malone Apolo Anton Ohno | 6:51,400 min |
| 2.   | Volksrepublik ChinaHan Jialiang Song Weilong Liu Xianwei Sui Baoku        | 6:51,957 min |
| 3.   | JapanTakahiro Fujimoto Fumihiko Kakubari Satoshi Sakashita Yūzō Takamidō  | 6:52,433 min |
| 4.   | DeutschlandTyson Heung Paul Herrmann Torsten Kröger Sebastian Praus       | 6:58,365 min |
| 5.   | ItalienNicola Rodigari Yuri Confortola Claudio Rinaldi Roberto Serra      | DSQ          |

Datum: 7. bis 8. März 2009
5 Staffeln im Finale.

## Medaillenspiegel
| Rang   | Nation              | Gold | Silber | Bronze | Gesamt |
| ------ | ------------------- | ---- | ------ | ------ | ------ |
| 1      | Volksrepublik China | 5    | 3      | 1      | 9      |
| 2      | Südkorea            | 4    | 7      | 3      | 14     |
| 3      | Vereinigte Staaten  | 2    | 2      | 2      | 6      |
| 4      | Kanada              | 1    | –      | 5      | 6      |
| 5      | Japan               | –    | –      | 1      | 1      |
| Gesamt | Gesamt              | 12   | 12     | 12     | 36     |